# 알라 푸가초바
알라 보리소브나 푸가쵸바(러시아어: Алла Борисовна Пугачёва, 1949년 4월 15일 ~ )는 소련, 러시아의 음악가이다.

## 생애
경력은 1965년에 시작하여 현재에 이른다. 1970년대 말에 푸가초바는 명료한 메조소프라노와 진정한 감정의 표출과 관련하여 러시아의 가장 사랑받은 아티스트 가운데 하나가 되었다.
1980년에는 러시아 소비에트 연방 사회주의 공화국의 공로예술가, 1985년에는 러시아 소비에트 연방 사회주의 공화국의 인민예술가, 1991년에는 소련의 인민예술가 칭호를 받았으며 1995년에는 러시아 연방 국가상을 받았다. 1997년에 열린 유로비전 송 콘테스트에서 러시아 대표로 참가했다. 그녀의 딸은 러시아의 여성 싱어송라이터 겸 뮤지컬 배우 크리스티나 오르바카이테이다.

## 여담
심수봉이 실질적으로 노래를 불렀던 《백만송이 장미》라는 노래는 라트비아의 민요 노래를 원곡으로 삼고 있으나, 해당 노래는 라트비아의 민요를 1981년 러시아어 형태의 노래로 리메이크하게 되었다가 훗날 일본 노래와 한국 노래까지 리메이크의 완전체를 이루는 것으로 드러난다.

## 같이 보기
- 대중음악의 별명 목록